# Sjötunga Walewska

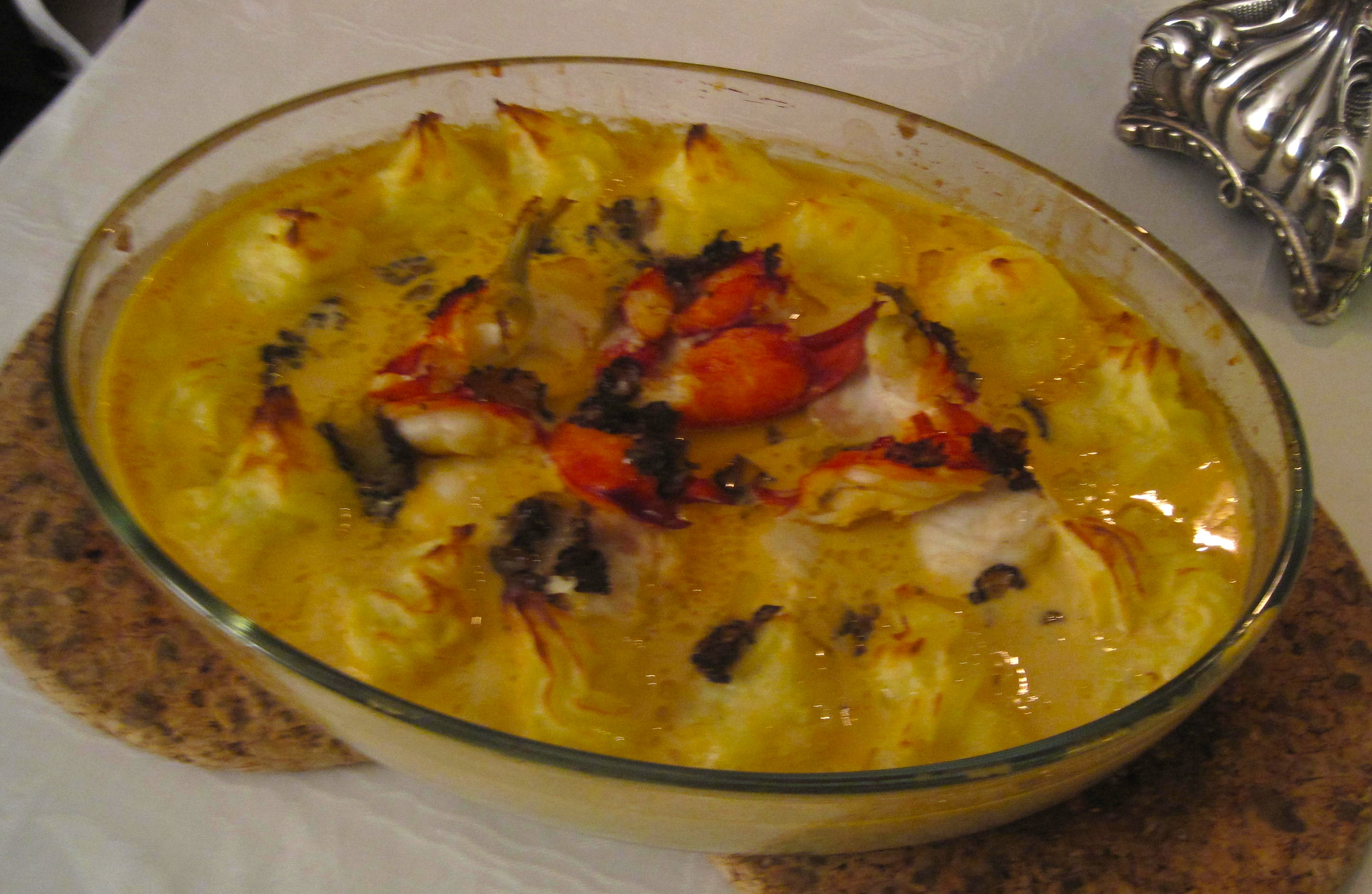
Sjötunga Walewska.

Sjötunga Walewska (uttal: /va'lɛfska/) är en maträtt baserad på ångkokta sjötungsfiléer. Dessa garneras därefter med skivor av hummer och tryffel, täcks med mornaysås och gratineras. Rätten kombineras ofta med ugnsgräddat och formgivet potatismos (pommes duchesse).

## Historik
Rätten har traditionellt tillskrivits Napoleon I:s älskarinna Maria Walewska. Emellertid skapades maträtten inte förrän 1855 av den uppburne franske matkonstnären Urbain Dubois. Han gav den dess namn som hyllning till Marie-Anne Walewska, som var gift med Napoleon I:s och Maria Walewskas son Alexander Walewski.

## Källhänvisningar
1. 1 2 3   walewska i Nationalencyklopedins nätupplaga. Läst 20 februari 2015.
2. ↑  "Sjötungsfilé Walewska". Arkiverad 20 februari 2015 hämtat från the Wayback Machine. Alltommat.se. Läst 20 februari 2015.
3. ↑  "Fick matklassikern namn efter kejsarens älskarinna?" svd.se. Läst 14 september 2023.